# 디룽
디룽(狄龍, 적룡, 토미 탐, 중국어 간체자: 狄龙, 정체자: 狄龍, 병음: Dí Lóng, 광둥어: dik6 lung4 딕룽, 1946년 8월 19일 ~ )은 홍콩의 영화배우, 영화감독, 영화 각본가, 무술가, 텔레비전 연기자이다. 초기 예명은 譚榮(탄룽, 담영)이다.

## 생애
중화민국 광둥성 장먼 시 신후이 구(현 중화인민공화국 광둥성 장먼 시 신후이 구)에서 출생하였고 지난날 한때 중화인민공화국 광둥성 포산에서 잠시 유아기를 보낸 적이 있는 훗날 만 4살 때 일가족과 함께 홍콩으로 이주했으며, 아버지의 사후 가난한 가정 환경으로 만 11살에 학업을 중단하고 식료품점에서 우유 배달, 신문 배달 등을 하며 생계를 책임졌다. 재단 훈련공으로도 일했으며, 주완에게 무술을 배웠다. 쇼 브라더스와 전속 계약을 맺으면서, 1969년 《돌아온 외팔이(獨臂刀王)》에 지미 왕위(王羽, Jimmy Wang Yu)의 상대역으로 출연하며 배우로서 데뷔하였다. (譚榮이라는 예명으로 카메오 출연)
동년에 狄龍(디룽, 적룡)으로 예명을 변경하며 두번째 출연작인 《사각(死角)》에서 처음으로 주연 배우로 출연하였다. 그는 1980년대에 쇼 브라더스를 떠났고, 1986년까지 활동이 부진했지만, 그 해 오우삼 감독의 영웅본색에 출연하며 사람들에게 널리 알려졌다. 이전에 그는 미남 무술가의 이미지였지만 이후로 영웅 갱스터의 이미지를 굳히게 된다. 저우룬파(주윤발)와 함께 여러 편의 영화에 출연하였다. 청룽(성룡)과 취권 2에서 청룽의 아버지 역으로 출연하기도 한다.
중국 남파 무술의 일종인 영춘권(詠春拳)의 고수로 알려져 있다. 그의 영춘권 실력은 그가 출연한 영화 소림사(少林寺)에서도 빛을 발휘하였다.

## 출연작

### 드라마
- 양문호장 - 대한민국, 중화인민공화국 합작 TV 드라마
- 신포청천 - 홍콩 TV 드라마 - 포증 역
- 환주격격3(황제의 딸3) - 중화인민공화국 TV 드라마
- 도망자 플랜 B

### 영화
- 돌아온 외팔이
- 사각
- 보표
- 13인의 무사(십삼태보)
- 복수
- 신외팔이
- 쌍협
- 응왕
- 대결투
- 연경인
- 자마
- 대해도
- 전단차
- 흡독자
- 후생
- 초류향
- 초류향 2 - 편복전기
- 초류향 - 유령산장
- 다정검객무정검
- 냉혈십삼응
- 교두
- 취권 2 - 황기영 역
- 소림사
- 영웅본색
- 영웅본색 2 - 송자호 역
- 유성어
- 조폭마누라 3
- 삼국지: 용의 부활
- 무협양축 검접 - 축공원 역
- 유오성의 7인의 암살단
- 당신이 필요로 하는 것은 오직 사랑
- 더 키드 프롬 더 빅 애플
- 우당탕탕 캠핑가족

## 수상
| 연도   | 시상식명                               | 수상부문                       | 작품명                           |
| 1973년 | 제11회 금마장영화제                    | 우수연기특별상(優秀演技特别獎) | 자마(刺馬)                       |
| 1973년 | 제19회 아시아태평양영화제              | 우이연기상(優異演技獎)         | 자마(刺馬)                       |
| 1979년 | 제25회 아시아태평양영화제              | 남우주연상(演技最突出男主角)   | 냉혈십삼응(冷血十三鷹)           |
| 1986년 | 제23회 금마장영화제                    | 남우주연상                     | 영웅본색                         |
| 2000년 | 제19회 홍콩 영화 금상장                | 남우조연상                     | 유성어(流星語)                   |
| 2007년 | 제12회 홍콩영화금자형장                | 탁월성취상(卓越成就獎)         |                                  |
| 2015년 | 제7회 마카오국제영화제(澳門國際電影節) | 남우주연상                     | 키드 프롬 더 빅 애플(我來自紐約) |

## 같이 보기
- 쇼브라더스